# Goniothalamus philippinensis
Goniothalamus philippinensis är en kirimojaväxtart som beskrevs av Elmer Drew Merrill. Goniothalamus philippinensis ingår i släktet Goniothalamus och familjen kirimojaväxter. Utöver nominatformen finns också underarten G. p. ramosii.